# 9M730 Burevesztnyik
A Burevesztnyik (GRAU-kódja: 9M730, NATO-kódja: SSC–X–9 Skyfall) fejlesztés alatt álló orosz, nukleáris hajtóművel felszerelt interkontinentális robotrepülőgép. Egyike azon stratégiai jelentőségű orosz fegyverrendszernek, amelyek fejlesztéséről 2018. március 1-jén tett bejelentést Vlagyimir Putyin orosz elnök.